# 酔わせてモヒート
「酔わせてモヒート」（よわせてモヒート）は、ゴールデンボンバーの12枚目のシングル。2011年11月23日にZany Zapから発売された。

## 概要
前作「女々しくて/眠たくて」から約3か月ぶりのリリース。初回限定盤A・B、通常盤の3形態で発売され、初回限定盤A・BにはPVやメイキング映像などが収録されたDVDが同梱され、またカードジャケットがランダムに封入されている。通常盤はCD EXTRAが収録されており、表題曲のPVやメイキング映像などが収録されている。また通常盤のみのCDにインストゥルメンタルが収録されている。収録曲全曲PVが制作されている。

## 収録曲

### CD
全作詞・作曲：鬼龍院翔、編曲：tatsuo・鬼龍院翔
1. 酔わせてモヒート [4:19]
相手と付き合うかどうかが決まるデートで、身の丈に合わないことをしようとする男性が四苦八苦する姿を歌った楽曲[3]。題名はモヒートをさり気なく注文できるような大人になりたいという鬼龍院の願望が込められている[3]。曲は鬼龍院が「"カッコ良い曲とは何か"と思って制作した」と語っている[4]。PVには渡辺直美が出演している[5]。
2. いいひと [2:28]
歌詞中にGACKTが登場する。PVに「女々しくて」や「また君に番号を聞けなかった」で出演していた乃下未帆が出演している。
3. さよなら冬美 [3:48]
PVは練馬区にあるとしまえん、渋谷区にある代々木公園で撮影され、雪のシーンは鬼龍院の提案であるが本物の雪ではない。

### 収録映像内容（DVD、CD EXTRA）
初回限定盤A
1. 「いいひと」PV
2. 「いいひと」PV making映像
3. やればできる子ツアー動画 オフショット映像
4. ライブ映像 LIVE@Zeep Tokyo 2011.10.8 Vol.1

初回限定盤B
1. 「さよなら冬美」PV
2. 「さよなら冬美」PV making映像
3. CDジャケット撮影 オフショット映像
4. ライブ映像 LIVE@Zeep Tokyo 2011.10.8 Vol.2

CD EXTRA
1. 「酔わせてモヒート」PV
2. 「酔わせてモヒート」PV making映像
3. ライブ映像 LIVE@Zeep Tokyo 2011.10.8 Vol.3